# 空 (歌手)
空（そら、2002年〈平成14年〉3月15日 - ）は、日本の歌手。所属事務所はNEW GATE TOKYO。

## 略歴
2019年9月17日、文化祭にてMrs.GREEN APPLE『点描の唄』を友人と一緒に歌った動画をYouTubeに投稿。1年間で再生回数は700万回を超えた。
2021年2月8日、自身が作詞した楽曲「雨詩」(あめうた) にて歌手デビュー。

## 作品

### 配信限定作品
| リリース日   | タイトル | 作詞 | 作曲   |
| ------------ | -------- | ---- | ------ |
| 2021年2月8日 | 雨詩     | 空   | 和田春 |